# NGC 1890
NGC 1890 је расејано звездано јато у сазвежђу Трпеза које се налази на NGC листи објеката дубоког неба.
Деклинација објекта је - 72° 4' 41" а ректасцензија 5h 13m 45,9s. Привидна величина (магнитуда) објекта NGC 1890 износи 12,8 а фотографска магнитуда 13,1. NGC 1890 је још познат и под ознакама ESO 56-SC87.